# Johann Dederoth
Johannes Dederoth (auch: Johannes von Münden; * in Münden; † 6. Februar 1439 in Bursfelde) war ein Benediktinermönch und Abt der Klöster Clus und Bursfelde.

## Leben und Wirken
Nach seinem Studium in Erfurt trat Johannes Dederoth in die Benediktinerabtei St. Blasius in Northeim ein. Dort wurde er Novizenmeister.
Auf einer Reise nach Rom, die er wegen Streitigkeiten seines Konvents unternahm, lernte er die italienischen Reformbestrebungen kennen.
Am 21. Juli 1430 empfing Johannes Dederoth die Benediktion zum Abt des Klosters Clus bei Gandersheim am Harz und begann sehr bald mit der Verwirklichung seiner Reformideen. Im Jahre 1433 wurde er zum Abt des Klosters Bursfelde bei Hannoversch Münden gewählt und verwaltete mit Zustimmung der Äbtissin von Gandersheim beide Klöster in Personalunion.
Im Jahre 1434 reiste Dederoth zwecks Beratung und Hilfe zu Abt Johannes Rode von St. Matthias in Trier, dem Reformator der rheinischen Klöster. Von ihm erhielt Dederoth vier Reformmönche, je zwei für Bursfelde und Clus. Mit ihnen setzte er sein Reformvorhaben fort.
Johannes Dederoth starb 1439 an der Pest.
Unter seinem Nachfolger Abt Johannes von Hagen († 1469) schlossen sich mehrere Klöster zu gemeinsamem Gottesdienst und Lebensordnung zusammen; dies war der Beginn der Bursfelder Kongregation, die von Johannes Dederoth initiiert worden war.